# Pat Spencer
Patrick Andrew Spencer, né le 4 juillet 1996 à North Wales en Pennsylvanie, est un joueur américain de basket-ball évoluant aux postes de meneur et arrière

## Biographie
Il est le grand frère de Cam Spencer, également joueur professionnel de basket-ball.
De 2016 à 2019, il évolue pour les Greyhounds de Loyola (en) et est l'un des meilleurs joueurs de crosse de NCAA. Malgré tout, il décide d'opter pour le basket-ball en 2019 et rejoint les Wildcats de Northwestern. En 2020, il n'est pas sélectionné lors de la draft de la NBA.

### Warriors de Golden State (depuis février 2024)
En février 2024, il signe un contrat two-way en faveur des Warriors de Golden State. Début mars 2025, son contrat two-way est converti en un contrat standard.